# 千曲市
千曲市（ちくまし）は、長野県の北部、北信地方の千曲川中流域に位置する
人口約5万7000人の市で、2003年に更埴市、戸倉町、上山田町が合併して誕生した。

## 概要
旧・埴科郡戸倉町と更級郡上山田町は全国的に戸倉上山田温泉として知られ、善光寺詣りの精進落としの湯として明治期の開湯から100年余りの歴史を有する名湯の地。
旧・更埴市は、古墳時代には科野国造が置かれた地域と推定され、科野国の豪族の墳墓とされる東日本最大級の前方後円墳である森将軍塚古墳（有明山）を含む埴科古墳群を有する。また、平安時代中頃までは初期の国府の存在も推定されているばかりでなく鎌倉時代から室町時代初期までは船山守護所も存在するなど信濃国の支配拠点としてしばしば重視されて来た。そして江戸期の善光寺街道最大の宿場町として、また明治期に北信地方随一の商都として栄えた稲荷山宿があり、事実上の北国街道と北国西街道の合流点である。さらに善光寺街道から谷街道（北国街道の脇道松代道）が分岐する交通の要衝であった。現在も長野自動車道と上信越自動車道の合流点である更埴ジャンクションが置かれている。他に江戸期の松代藩により植えられた杏林がある森地区は「あんずの里」として知られ、南の冠着山（別名「姨捨山」）は、古今和歌集（905年序）の和歌にも登場する平安時代からの名勝地で「日本一の月見の名所」として名が高く、深沢七郎が楢山節考（1956年）の基とした姨捨伝説の地と伝えられる。
2003年の合併の際、合併特例法の在任特例を使い、合併前市町の議員56名がそのまま残った。この状態に対し、住民グループが疑問を抱き「議会解散の直接請求」を行うための住民投票を行うべく活動を行い、翌2004年5月28日までに有権者の3分の1を上回る19,738人の署名を集め、7月11日に住民投票が行われることが決定したが、6月15日に47名の全議員が辞職して市議会は自主解散、住民投票は中止になった。定数24の出直し市議選は7月18日告示、投票25日で実施された。この事象は後の全国の合併事例に大きな影響を与えた。

## 地理

### 隣接する自治体
- 長野市
- 上田市
- 東筑摩郡：麻績村、筑北村
- 埴科郡：坂城町

## 人口
- DID人口比は32.2%（2015年国勢調査）。

| |                                        |  |
| 千曲市と全国の年齢別人口分布（2005年） | 千曲市の年齢・男女別人口分布（2005年） |  |
| ■紫色 ― 千曲市 ■緑色 ― 日本全国 | ■青色 ― 男性 ■赤色 ― 女性              |  |
| 千曲市（に相当する地域）の人口の推移 \| 1970年（昭和45年） \| 54,870人 \| \| \| 1975年（昭和50年） \| 56,891人 \| \| \| 1980年（昭和55年） \| 60,106人 \| \| \| 1985年（昭和60年） \| 61,883人 \| \| \| 1990年（平成2年） \| 61,954人 \| \| \| 1995年（平成7年） \| 63,539人 \| \| \| 2000年（平成12年） \| 64,549人 \| \| \| 2005年（平成17年） \| 64,022人 \| \| \| 2010年（平成22年） \| 62,068人 \| \| \| 2015年（平成27年） \| 60,298人 \| \| \| 2020年（令和2年） \| 58,852人 \| \| |                                        |  |
| 総務省統計局 国勢調査より |                                        |  |
| 1970年（昭和45年） | 54,870人                               |  |
| 1975年（昭和50年） | 56,891人                               |  |
| 1980年（昭和55年） | 60,106人                               |  |
| 1985年（昭和60年） | 61,883人                               |  |
| 1990年（平成2年） | 61,954人                               |  |
| 1995年（平成7年） | 63,539人                               |  |
| 2000年（平成12年） | 64,549人                               |  |
| 2005年（平成17年） | 64,022人                               |  |
| 2010年（平成22年） | 62,068人                               |  |
| 2015年（平成27年） | 60,298人                               |  |
| 2020年（令和2年） | 58,852人                               |  |

## 行政

### 市長
- 小川修一（2020年11月11日就任、2期目）

| 代    | 氏名       | 就任年月日     | 退任年月日     | 備考                         |
| ----- | ---------- | -------------- | -------------- | ---------------------------- |
| 初代  | 宮坂博敏   | 2003年10月5日  | 2007年10月4日  | 旧更埴市長                   |
| 2-3代 | 近藤清一郎 | 2007年10月5日  | 2012年10月17日 | 病気療養のため任期途中で辞任 |
| 4-5代 | 岡田昭雄   | 2012年11月11日 | 2020年11月10日 |                              |
| 6代   | 小川修一   | 2020年11月11日 | 現職           |                              |

### 警察
警察署
- 長野県千曲警察署

交番
- 千曲市屋代駅前交番（千曲市小島）
- 千曲市戸倉・上山田交番（千曲市磯部）

警察官駐在所
- 千曲市森・倉科警察官駐在所（千曲市倉科）
- 千曲市西部警察官駐在所（千曲市稲荷山）

### 消防
本部
- 千曲坂城消防本部

消防署
- 千曲坂城消防本部戸倉上山田消防署
- 千曲坂城消防本部更埴消防署

## 議会

### 千曲市議会
- 定数：20人[3]
- 任期：2020年7月12日 - 2024年7月24日[4]
- 議長：和田英幸（2020年8月5日就任）
- 副議長：栁澤眞由美（2020年8月5日就任）

### 長野県議会
- 選挙区：千曲市・埴科郡選挙区
- 定数：2人
- 任期：2019年4月30日 - 2023年4月29日
- 投票日：2019年4月7日
- 当日有権者数：62,854人（千曲市50,464人、坂城町12,390人）[5]
- 投票率：47.79％（千曲市46.15％、坂城町54.46％）

| 候補者名 | 当落 | 年齢 | 党派名     | 新旧別 | 得票数   |
| -------- | ---- | ---- | ---------- | ------ | -------- |
| 竹内正美 | 当   | 52   | 自由民主党 | 新     | 11,381票 |
| 荒井武志 | 当   | 67   | 無所属     | 現     | 10,324票 |
| 小川修一 | 落   | 51   | 無所属     | 現     | 8,015票  |

### 衆議院
- 選挙区：長野3区（上田市、小諸市、佐久市、千曲市、東御市、南佐久郡、北佐久郡、小県郡、埴科郡）
- 任期：2021年10月31日 - 2025年10月30日
- 投票日：2021年10月31日
- 当日有権者数：399,168人
- 投票率：59.32％

| 当落 | 候補者名 | 年齢 | 所属党派                            | 新旧別 | 得票数    | 重複 |
| ---- | -------- | ---- | ----------------------------------- | ------ | --------- | ---- |
| 当   | 井出庸生 | 43   | 自由民主党                          | 前     | 120,023票 | ○    |
| 比当 | 神津健   | 44   | 立憲民主党                          | 新     | 109,179票 | ○    |
|      | 池高生   | 53   | NHKと裁判してる党弁護士法72条違反で | 新     | 3,722票   | ○    |

## 歴史

### 沿革

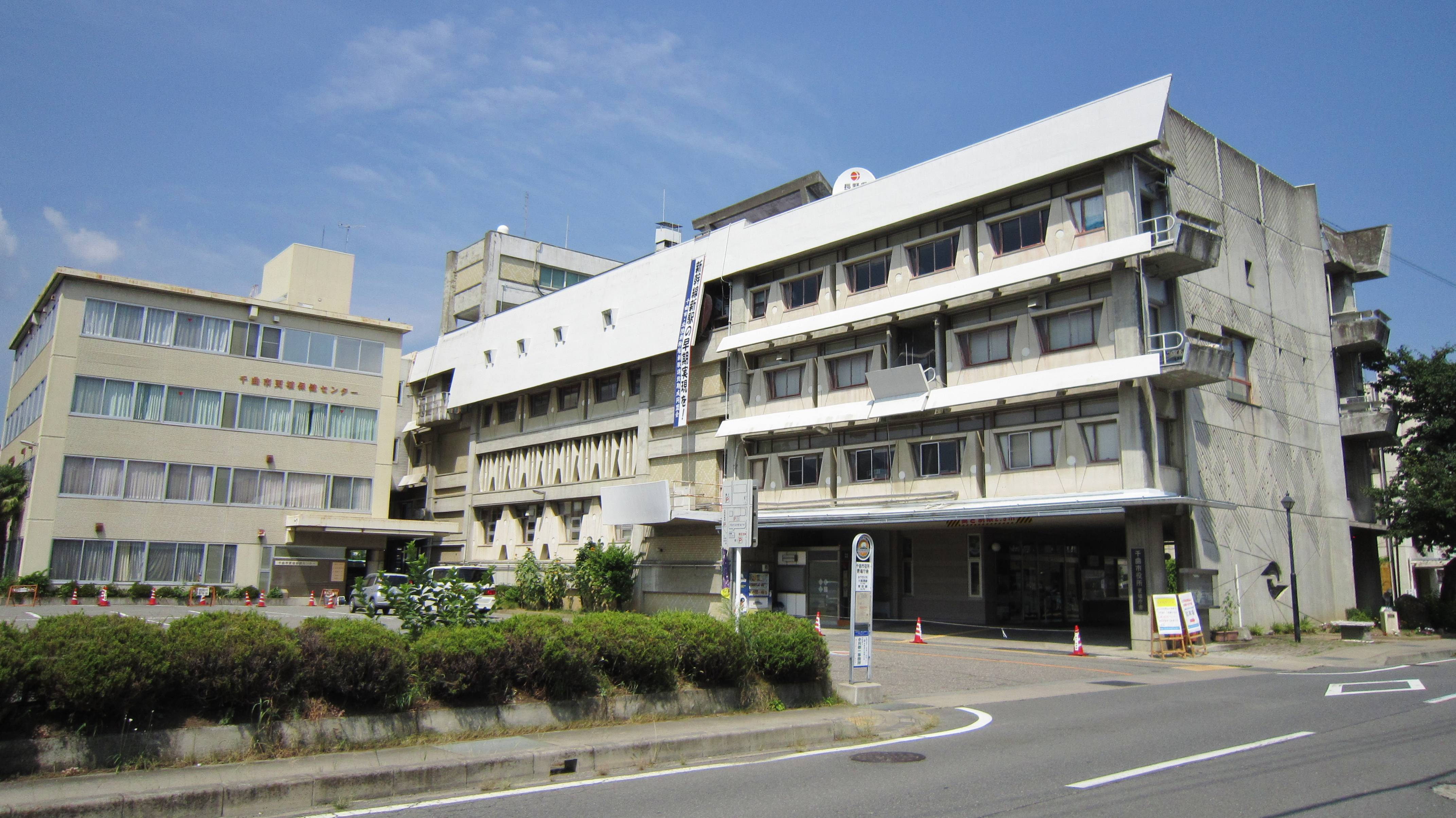
千曲市役所更埴庁舎（旧・更埴市役所）

- 2003年（平成15年）9月1日 - 更埴市・更級郡上山田町・埴科郡戸倉町が合併して発足。市役所は更埴庁舎、戸倉庁舎、上山田庁舎で機能を分散する。
- 2004年（平成16年）6月15日 - 合併特例法による在任特例の議会が自主解散。
- 2004年（平成16年）7月25日 - 新定数の議員選出。
- 2019年（令和元年）10月 - 令和元年東日本台風（台風19号）の影響で千曲川の水位が過去最高を記録（杭瀬下水位観測所）。千曲橋 - 平和橋間の霞堤から水があふれ、市役所新庁舎を含む[6]埴生地区・屋代地区の広範囲にわたって浸水した[7]。（市役所新庁舎の横にある立体駐車場には浸水したときの水位が記されている）

ここでは変遷表による記述にとどめておく。詳しくは更級郡#歴史および埴科郡#歴史を参照されたい。
| 所属郡 | 明治以前   | 明治初年 - 明治6年     | 明治7年 - 明治13年                     | 明治14年 - 明治22年         | 明治22年 4月1日 町村制施行 | 明治22年 - 大正15年          | 昭和元年 - 昭和24年           | 昭和25年 - 昭和64年         | 昭和25年 - 昭和64年           | 昭和25年 - 昭和64年     | 平成元年 - 現在       | 現在   |
| ------ | ---------- | ---------------------- | -------------------------------------- | --------------------------- | -------------------------- | ---------------------------- | ----------------------------- | --------------------------- | ----------------------------- | ----------------------- | --------------------- | ------ |
| 更級郡 | 山田村     | 明治初年 上山田村      | 上山田村                               | 上山田村                    | 上山田村                   | 上山田村                     | 昭和24年11月3日 町制 上山田町 | 昭和30年7月1日 上山田町     | 昭和30年7月1日 上山田町       | 昭和30年7月1日 上山田町 | 平成15年9月1日 千曲市 | 千曲市 |
| 更級郡 | 新山村     | 新山村                 | 新山村                                 | 新山村                      | 上山田村                   | 上山田村                     | 昭和24年11月3日 町制 上山田町 | 昭和30年7月1日 上山田町     | 昭和30年7月1日 上山田町       | 昭和30年7月1日 上山田町 | 平成15年9月1日 千曲市 | 千曲市 |
| 更級郡 | 力石村     | 力石村                 | 力石村                                 | 力石村                      | 上山田村                   | 明治25年10月14日 分立 力石村 | 力石村                        | 昭和30年7月1日 上山田町     | 昭和30年7月1日 上山田町       | 昭和30年7月1日 上山田町 | 平成15年9月1日 千曲市 | 千曲市 |
| 更級郡 | 羽尾村     | 羽尾村                 | 羽尾村                                 | 羽尾村                      | 更級村                     | 更級村                       | 更級村                        | 昭和30年4月1日 埴科郡戸倉町 | 昭和30年4月1日 埴科郡戸倉町   | 戸倉町                  | 平成15年9月1日 千曲市 | 千曲市 |
| 更級郡 | 若宮村     | 若宮村                 | 若宮村                                 | 若宮村                      | 更級村                     | 更級村                       | 更級村                        | 昭和30年4月1日 埴科郡戸倉町 | 昭和30年4月1日 埴科郡戸倉町   | 戸倉町                  | 平成15年9月1日 千曲市 | 千曲市 |
| 更級郡 | 須坂村     | 須坂村                 | 須坂村                                 | 須坂村                      | 更級村                     | 更級村                       | 更級村                        | 昭和30年4月1日 埴科郡戸倉町 | 昭和30年4月1日 埴科郡戸倉町   | 戸倉町                  | 平成15年9月1日 千曲市 | 千曲市 |
| 埴科郡 | 下戸倉村   | 下戸倉村               | 下戸倉村                               | 明治14年1月28日 改称 戸倉村 | 戸倉村                     | 戸倉村                       | 昭和15年4月17日 町制 戸倉町   | 昭和30年4月1日 埴科郡戸倉町 | 昭和30年4月1日 埴科郡戸倉町   | 戸倉町                  | 平成15年9月1日 千曲市 | 千曲市 |
| 埴科郡 | 上戸倉村   | 上戸倉村               | 明治7年7月5日 磯部村                   | 磯部村                      | 戸倉村                     | 戸倉村                       | 昭和15年4月17日 町制 戸倉町   | 昭和30年4月1日 埴科郡戸倉町 | 昭和30年4月1日 埴科郡戸倉町   | 戸倉町                  | 平成15年9月1日 千曲市 | 千曲市 |
| 埴科郡 | 福井村     | 福井村                 | 明治7年7月5日 磯部村                   | 磯部村                      | 戸倉村                     | 戸倉村                       | 昭和15年4月17日 町制 戸倉町   | 昭和30年4月1日 埴科郡戸倉町 | 昭和30年4月1日 埴科郡戸倉町   | 戸倉町                  | 平成15年9月1日 千曲市 | 千曲市 |
| 埴科郡 | 千本柳村   | 明治5年7月 千本柳村    | 明治8年5月 改称 黒彦村                 | 明治14年5月25日 千本柳村    | 五加村                     | 五加村                       | 五加村                        | 五加村                      | 昭和30年7月1日 戸倉町に編入   | 戸倉町                  | 平成15年9月1日 千曲市 | 千曲市 |
| 埴科郡 | 上徳間村   | 明治5年7月 千本柳村    | 明治8年5月 改称 黒彦村                 | 明治14年5月25日 上徳間村    | 五加村                     | 五加村                       | 五加村                        | 五加村                      | 昭和30年7月1日 戸倉町に編入   | 戸倉町                  | 平成15年9月1日 千曲市 | 千曲市 |
| 埴科郡 | 内川村     | 内川村                 | 内川村                                 | 内川村                      | 五加村                     | 五加村                       | 五加村                        | 五加村                      | 昭和30年7月1日 戸倉町に編入   | 戸倉町                  | 平成15年9月1日 千曲市 | 千曲市 |
| 埴科郡 | 小船山村   | 明治6年 更級郡向八幡村 | 明治12年1月4日 所属変更 埴科郡向八幡村 | 明治15年9月2日 小船山村     | 五加村                     | 五加村                       | 五加村                        | 五加村                      | 昭和30年7月1日 戸倉町に編入   | 戸倉町                  | 平成15年9月1日 千曲市 | 千曲市 |
| 更級郡 | 向八幡村   | 明治6年 更級郡向八幡村 | 明治12年1月4日 所属変更 埴科郡向八幡村 | 明治15年9月2日 中村         | 五加村                     | 五加村                       | 五加村                        | 五加村                      | 昭和30年7月1日 埴生町に編入   | 昭和34年6月1日 更埴市   | 平成15年9月1日 千曲市 | 千曲市 |
| 埴科郡 | 小島村     | 小島村                 | 明治9年5月30日 東船山村                | 明治14年5月23日 小島村      | 埴生村                     | 埴生村                       | 昭和23年3月1日 町制 埴生町    | 昭和29年10月1日 埴生町      | 昭和29年10月1日 埴生町        | 昭和34年6月1日 更埴市   | 平成15年9月1日 千曲市 | 千曲市 |
| 埴科郡 | 寂蒔村     | 寂蒔村                 | 明治9年5月30日 東船山村                | 明治14年5月23日 寂蒔村      | 埴生村                     | 埴生村                       | 昭和23年3月1日 町制 埴生町    | 昭和29年10月1日 埴生町      | 昭和29年10月1日 埴生町        | 昭和34年6月1日 更埴市   | 平成15年9月1日 千曲市 | 千曲市 |
| 埴科郡 | 鋳物師屋村 | 鋳物師屋村             | 明治9年5月30日 東船山村                | 明治14年5月23日 鋳物師屋村  | 埴生村                     | 埴生村                       | 昭和23年3月1日 町制 埴生町    | 昭和29年10月1日 埴生町      | 昭和29年10月1日 埴生町        | 昭和34年6月1日 更埴市   | 平成15年9月1日 千曲市 | 千曲市 |
| 埴科郡 | 打沢村     | 打沢村                 | 明治9年5月30日 東船山村                | 明治14年5月23日 打沢村      | 埴生村                     | 埴生村                       | 昭和23年3月1日 町制 埴生町    | 昭和29年10月1日 埴生町      | 昭和29年10月1日 埴生町        | 昭和34年6月1日 更埴市   | 平成15年9月1日 千曲市 | 千曲市 |
| 埴科郡 | 桜堂村     | 桜堂村                 | 明治9年5月30日 東船山村                | 明治14年5月23日 桜堂村      | 埴生村                     | 埴生村                       | 昭和23年3月1日 町制 埴生町    | 昭和29年10月1日 埴生町      | 昭和29年10月1日 埴生町        | 昭和34年6月1日 更埴市   | 平成15年9月1日 千曲市 | 千曲市 |
| 埴科郡 | 杭瀬下村   | 杭瀬下村               | 明治9年5月30日 西船山村                | 明治15年11月27日 杭瀬下村   | 杭瀬下村                   | 杭瀬下村                     | 杭瀬下村                      | 昭和29年10月1日 埴生町      | 昭和29年10月1日 埴生町        | 昭和34年6月1日 更埴市   | 平成15年9月1日 千曲市 | 千曲市 |
| 埴科郡 | 新田村     | 新田村                 | 明治9年5月30日 西船山村                | 明治15年11月27日 新田村     | 杭瀬下村                   | 杭瀬下村                     | 杭瀬下村                      | 昭和29年10月1日 埴生町      | 昭和29年10月1日 埴生町        | 昭和34年6月1日 更埴市   | 平成15年9月1日 千曲市 | 千曲市 |
| 埴科郡 | 粟佐村     | 粟佐村                 | 明治9年5月30日 西船山村                | 明治15年2月18日 分立 粟佐村 | 屋代町                     | 屋代町                       | 屋代町                        | 昭和30年4月1日 埴科屋代町   | 昭和30年6月1日 改称 屋代町    | 昭和34年6月1日 更埴市   | 平成15年9月1日 千曲市 | 千曲市 |
| 埴科郡 | 屋代村     | 屋代村                 | 屋代村                                 | 明治14年1月28日 改称 屋代町 | 屋代町                     | 屋代町                       | 屋代町                        | 昭和30年4月1日 埴科屋代町   | 昭和30年6月1日 改称 屋代町    | 昭和34年6月1日 更埴市   | 平成15年9月1日 千曲市 | 千曲市 |
| 埴科郡 | 雨宮村     | 雨宮村                 | 雨宮村                                 | 雨宮村                      | 雨宮県村                   | 雨宮県村                     | 雨宮県村                      | 昭和30年4月1日 埴科屋代町   | 昭和30年6月1日 改称 屋代町    | 昭和34年6月1日 更埴市   | 平成15年9月1日 千曲市 | 千曲市 |
| 埴科郡 | 生萱村     | 生萱村                 | 生萱村                                 | 生萱村                      | 雨宮県村                   | 雨宮県村                     | 雨宮県村                      | 昭和30年4月1日 埴科屋代町   | 昭和30年6月1日 改称 屋代町    | 昭和34年6月1日 更埴市   | 平成15年9月1日 千曲市 | 千曲市 |
| 埴科郡 | 土口村     | 土口村                 | 土口村                                 | 土口村                      | 雨宮県村                   | 雨宮県村                     | 雨宮県村                      | 昭和30年4月1日 埴科屋代町   | 昭和30年6月1日 改称 屋代町    | 昭和34年6月1日 更埴市   | 平成15年9月1日 千曲市 | 千曲市 |
| 埴科郡 | 森村       | 森村                   | 森村                                   | 森村                        | 森村                       | 森村                         | 森村                          | 昭和30年4月1日 埴科屋代町   | 昭和30年6月1日 改称 屋代町    | 昭和34年6月1日 更埴市   | 平成15年9月1日 千曲市 | 千曲市 |
| 埴科郡 | 倉科村     | 倉科村                 | 倉科村                                 | 倉科村                      | 倉科村                     | 倉科村                       | 倉科村                        | 倉科村                      | 昭和31年9月30日 屋代町に編入  | 昭和34年6月1日 更埴市   | 平成15年9月1日 千曲市 | 千曲市 |
| 更級郡 | 稲荷山村   | 稲荷山村               | 明治8年7月 改称 稲荷山町               | 稲荷山町                    | 稲荷山町                   | 稲荷山町                     | 稲荷山町                      | 昭和30年4月1日 稲荷山桑原町 | 昭和30年12月1日 改称 稲荷山町 | 昭和34年6月1日 更埴市   | 平成15年9月1日 千曲市 | 千曲市 |
| 更級郡 | 桑原村     | 桑原村                 | 明治7年 桑原村                         | 桑原村                      | 桑原村                     | 桑原村                       | 桑原村                        | 昭和30年4月1日 稲荷山桑原町 | 昭和30年12月1日 改称 稲荷山町 | 昭和34年6月1日 更埴市   | 平成15年9月1日 千曲市 | 千曲市 |
| 更級郡 | 大田原村   | 大田原村               | 明治7年 桑原村                         | 桑原村                      | 桑原村                     | 桑原村                       | 桑原村                        | 昭和30年4月1日 稲荷山桑原町 | 昭和30年12月1日 改称 稲荷山町 | 昭和34年6月1日 更埴市   | 平成15年9月1日 千曲市 | 千曲市 |
| 更級郡 | 八幡村     | 明治5年 八幡村         | 八幡村                                 | 八幡村                      | 八幡村                     | 八幡村                       | 八幡村                        | 八幡村                      | 八幡村                        | 昭和34年6月1日 更埴市   | 平成15年9月1日 千曲市 | 千曲市 |
| 更級郡 | 志川村     | 明治5年 八幡村         | 八幡村                                 | 八幡村                      | 八幡村                     | 八幡村                       | 八幡村                        | 八幡村                      | 八幡村                        | 昭和34年6月1日 更埴市   | 平成15年9月1日 千曲市 | 千曲市 |
| 更級郡 | 郡村       | 明治5年 八幡村         | 八幡村                                 | 八幡村                      | 八幡村                     | 八幡村                       | 八幡村                        | 八幡村                      | 八幡村                        | 昭和34年6月1日 更埴市   | 平成15年9月1日 千曲市 | 千曲市 |
| 更級郡 | 八幡領     | 明治5年 八幡村         | 八幡村                                 | 八幡村                      | 八幡村                     | 八幡村                       | 八幡村                        | 八幡村                      | 八幡村                        | 昭和34年6月1日 更埴市   | 平成15年9月1日 千曲市 | 千曲市 |
| 更級郡 | 大池新田   | 明治5年 八幡村         | 八幡村                                 | 八幡村                      | 八幡村                     | 八幡村                       | 八幡村                        | 八幡村                      | 八幡村                        | 昭和34年6月1日 更埴市   | 平成15年9月1日 千曲市 | 千曲市 |

## 姉妹都市・提携都市

### 国内
- 宇和島市（愛媛県）
1973年9月更埴市が姉妹都市提携、千曲市の発足に伴い2004年4月29日、宇和島市の合併に伴い2005年12月5日に改めて提携。宇和島の名産品である真珠のガチャが総合観光会館前（上山田）に設置されている。また、真鯛などは市内の給食などにも登場した。
- 射水市（富山県）
更埴市が新湊市と姉妹都市提携、千曲市の発足に伴い2004年4月29日、新湊市の合併による射水市の発足に伴い2006年5月23日改めて提携。
- 横芝光町（千葉県山武郡）
1996年上山田町が匝瑳郡光町と姉妹都市提携、千曲市の発足に伴い2004年4月29日、光町の合併による横芝光町の発足に伴い2006年11月8日改めて提携。

## 産業

### 千曲市に本社機能を置く主な企業
- アピックヤマダ
- エムケー精工

- サクラ精機
- 信濃陸送
- 信州観光バス
- 信州ケーブルテレビジョン
- シンリク観光
- 滝沢食品
- チヨダエレクトリック（旧 千代田電機工業）
- 長野工業
- 長野電子工業
- アストロ電気
- 日本ステンレス精工
- 八光
- フラットヘッド
- フレックスジャパン
- 丸善食品工業
- 森川産業
- メディカルケア

### 千曲市に主力工場・事業所を置く主な企業
- 飯島建設 千曲支社
- オリオン機械 更埴工場
- 花王ロジスティクス 更埴ロジスティクスセンター
- 協和ダンボール 長野工場
- デイリーはやしや 千曲事業所
- 日酸TANAKA 長野工場
- 日本梱包運輸倉庫 長野営業所
- 日本通運 長野支店
- 日本デルモンテ 長野工場
- 北陸コカ・コーラボトリング 更埴ロジスティクスセンター
- モリカワ 長野事業所
- 山崎製パン 長野営業所

### かつて存在したホテル
- 信州観光ホテル

## 学校

### 特別支援学校
- 長野県稲荷山養護学校

### 小学校
- 千曲市立屋代小学校
- 千曲市立東小学校
- 千曲市立埴生小学校
- 千曲市立治田小学校
- 千曲市立八幡小学校
- 千曲市立戸倉小学校
- 千曲市立更級小学校
- 千曲市立五加小学校
- 千曲市立上山田小学校

### 中学校
- 千曲市立屋代中学校
- 千曲市立更埴西中学校
- 千曲市立埴生中学校
- 千曲市立戸倉上山田中学校
- 長野県屋代高等学校附属中学校※中高併設

### 高等学校
- 長野県屋代高等学校※中高併設
- 長野県屋代南高等学校

## 社会教育

### ホール・集会場
- 千曲市更埴文化会館 あんずホール
- 千曲市上山田文化会館
- 千曲市戸倉創造館

### 図書館
- 千曲市立更埴図書館
- 千曲市立戸倉図書館
- 千曲市立更埴西図書館（田毎ふれあい図書館）
- 上山田公民館図書室
- 屋代駅市民ギャラリー図書コーナー（しなの鉄道屋代駅内）　2025 年3月31日窓口業務終了　移動図書館車対応に変更

### 学習施設
- 千曲市ふれあい情報館

### 博物館・美術館・アートギャラリー
- 長野県立歴史館
- 森将軍塚古墳館
- アートまちかど
- 千曲市更埴文化会館 小ホール
- 千曲市さらしなの里歴史資料館
- 千曲市稲荷山宿・蔵し館
- 千曲市ふる里漫画館
- 屋代駅市民ギャラリー
- あんずの里板画館
- にしざわ貯金箱館
- 坂井銘醸ギャラリー昭和蔵
- ギャラリー ラ・フォレ
- やじろべえギャラリー
- アートサロン千曲
- ギャラリー千曲
- ギャラリー都ャ
- 山口洋子千曲川展示館 ‐ 千曲市上山田温泉1－28－2

### 公民館・観光会館
- 埴生公民館
- 屋代公民館
- 稲荷山公民館
- 八幡公民館
- 戸倉公民館（戸倉創造館）
- 上山田公民館
- 千曲市総合観光会館
- あんずの里観光会館
- 千曲市日本遺産センター（姨捨観光会館）

### 体育施設
千曲市体育施設
- 更埴体育館（ことぶきアリーナ千曲、杭瀬下二丁目4番地）
- 勤労者体育センター（大字稲荷山2086番地2）
- 東部体育館（大字生萱120番地）
- 桑原体育館（大字桑原1340番地）
- 戸倉体育館（大字磯部1406番地1）
- 更埴テニスコート（大字稲荷山2131番地2）
- 東部テニスコート（大字森86番地）
- 千曲市弓道場（大字稲荷山2086番地9）
- 更埴ゲートボール場（大字杭瀬下1255番地3）
- 八幡屋内ゲートボール場（大字八幡3311番地）
- 上山田ゲートボール場（大字新山631番地4）
- 大田原マレットパーク（大字桑原877番地2）
- 戸倉体育館マレットゴルフ場（大字磯部1406番地1）
- さらしなの里マレットパーク（大字羽尾2734番地）
- 萬葉の里スポーツエリアマレットゴルフ場（大字上山田3813番地27先）
- 土口運動広場（大字土口143番地）
- 倉科運動広場（大字倉科1043番地）
- 森運動広場（大字森1348番地1）
- 桑原運動広場（大字桑原16番地）
- 大田原運動広場（大字桑原3458番地1）
- 戸倉体育館Aグラウンド（大字磯部1406番地3）
- 戸倉体育館Bグラウンド（大字磯部1406番地3）
- 千本柳運動場（大字千本柳1417番地1先）
- 萬葉の里スポーツエリア野球場A（大字上山田3813番地27先）
- 萬葉の里スポーツエリア野球場B（大字上山田3813番地27先）
- 萬葉の里スポーツエリア少年野球場（大字上山田3813番地27先）
- 萬葉の里スポーツエリア陸上競技場（大字上山田3813番地27先）
- 萬葉の里スポーツエリアサッカー場（大字上山田3813番地27先）
- 上山田多目的運動場（大字上山田3633番地）
- 戸倉レストハウス（大字磯部1406番地1）
- 千曲市サッカー場（大字磯部1406番地12）

千曲市都市公園 有料公園施設
- 更埴中央公園市民プール
- 千曲橋緑地グラウンド
- 更埴中央公園グラウンド
- 平和橋緑地グラウンド
- 雨宮緑地グラウンド
- 平和橋緑地ゲートボール場
- 千曲橋緑地マレットゴルフ場
- 平和橋緑地マレットゴルフ場
- 雨宮緑地マレットゴルフ場
- 大西緑地公園野球場
- 大西緑地公園運動場
- 大西緑地公園マレットゴルフ場
- 戸倉千曲川緑地公園マレットゴルフ場

その他
- 千曲市戸倉上山田つばさ体育館（大字戸倉1948番地）[10]
- 千曲市科野の里ゲートボール場（大字屋代260番地3）[11]

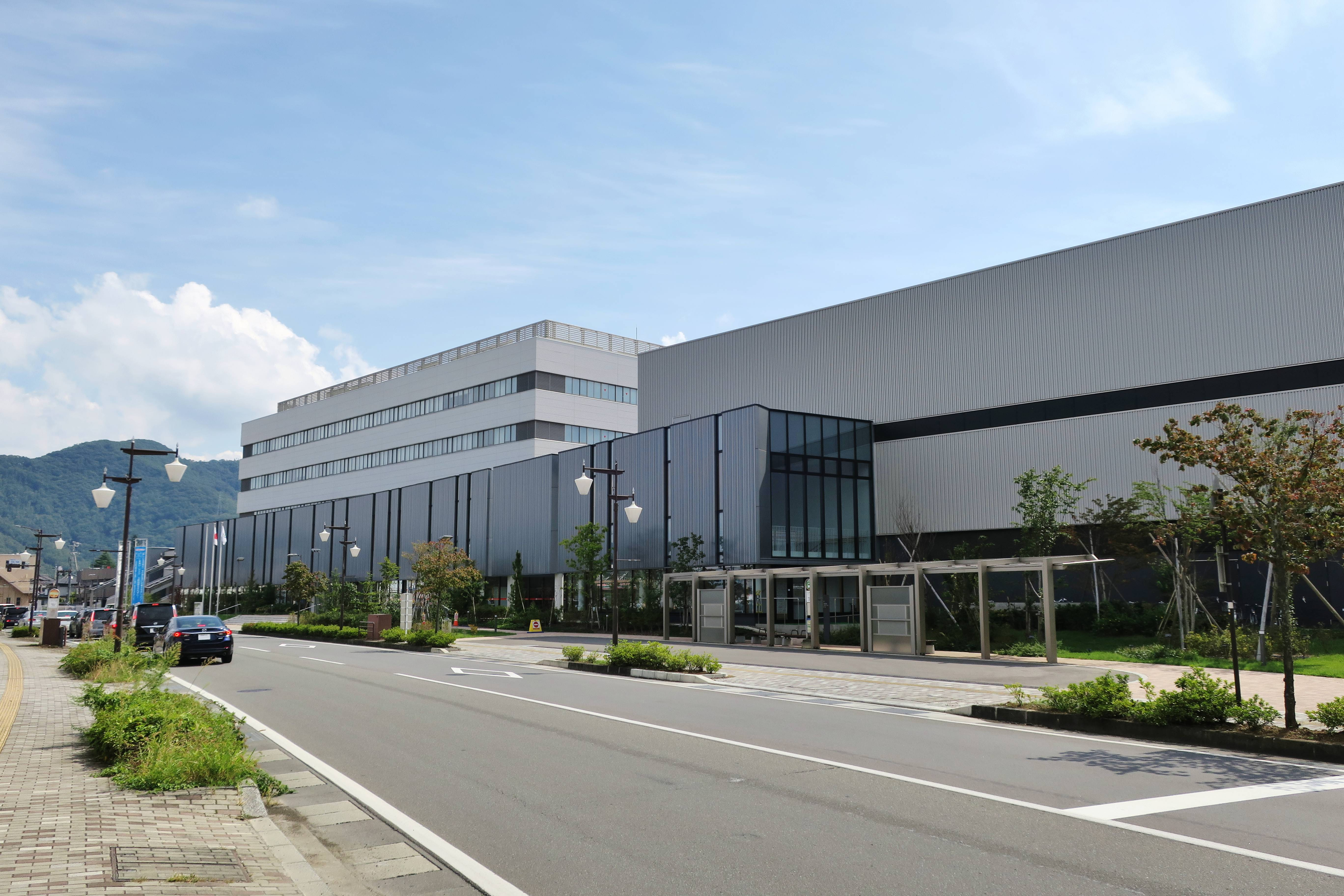
市役所（左）と更埴体育館（ことぶきアリーナ千曲、右）

## 交通

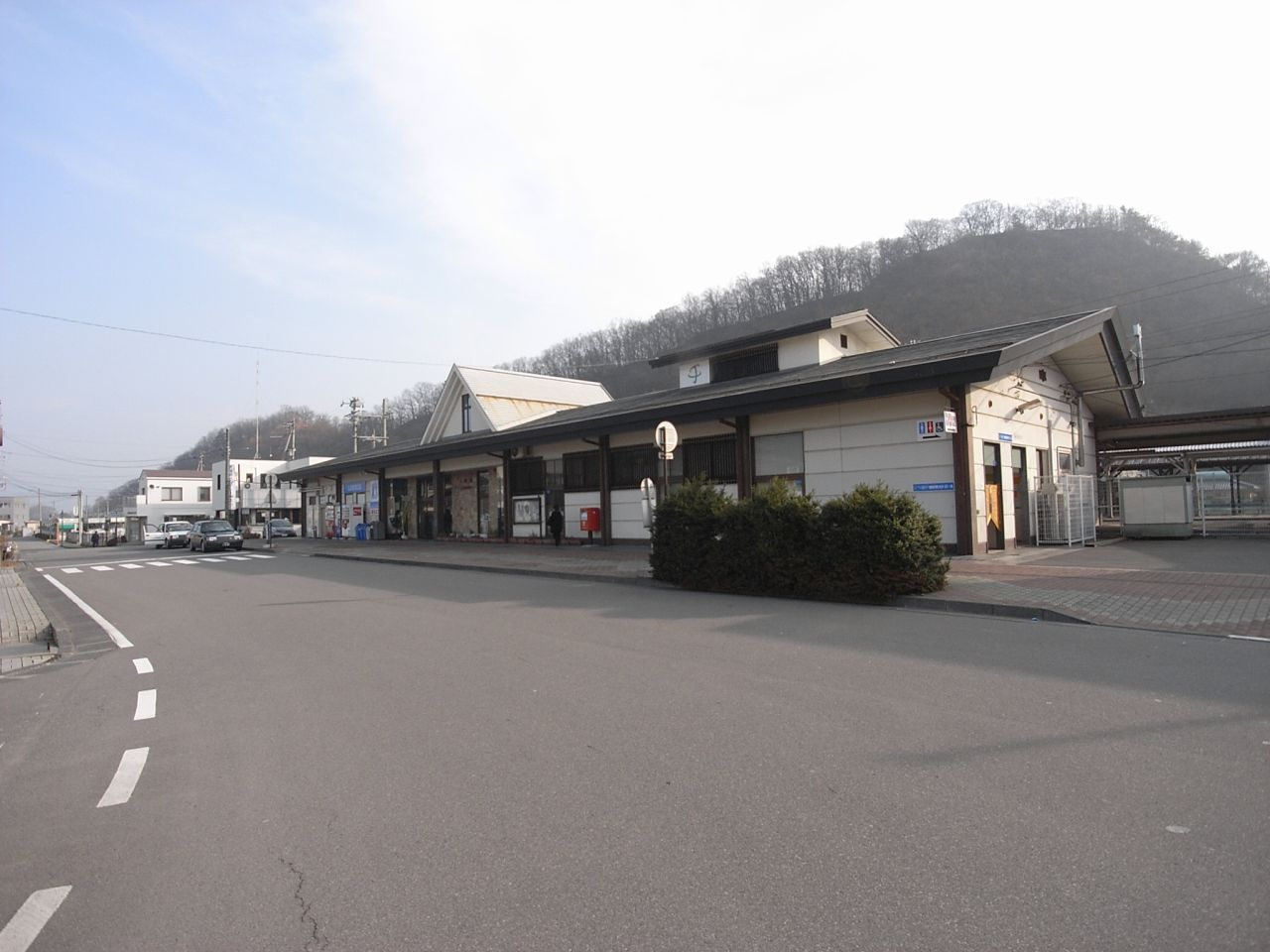
屋代駅

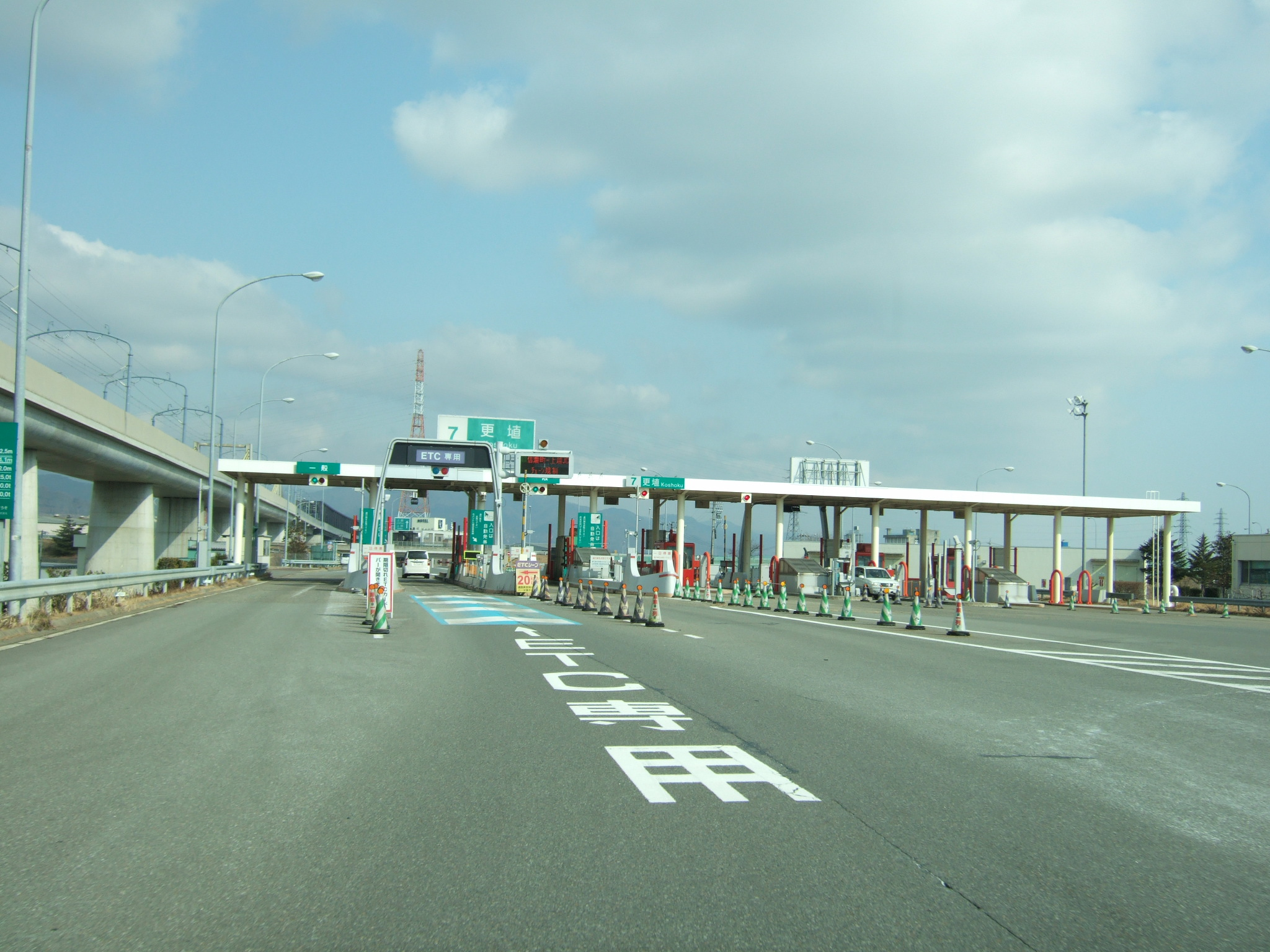
更埴IC

### 鉄道
市の中央をしなの鉄道線（旧・信越本線）が縦断し、北西部をJR篠ノ井線が通る。
東日本旅客鉄道（JR東日本）
■篠ノ井線
- - 姨捨駅 -

しなの鉄道
■しなの鉄道線
- - 戸倉駅 - 千曲駅 - 屋代駅 - 屋代高校前駅 -

中心となる駅：屋代駅
かつて信越本線の特急「あさま」が戸倉駅にほぼ全列車、屋代駅に約半数停車していたが、1997年の北陸新幹線長野先行開業（長野新幹線）に伴い廃止となり、以後東京から乗り換えなしで市に至る公共交通機関は高速バスのみとなっている。

その他、北陸新幹線が上田駅 - 長野駅間で当市を通過している。旧更埴市当時より同市・戸倉町・上山田町他により新幹線駅「更埴駅」（仮称）を誘致する運動が行われており、2009年から千曲市は同新幹線五里ヶ峰トンネル長野駅方出口より長野自動車道更埴IC付近までの区間内に「新千曲駅」（仮称）を請願駅として建設する計画を構想していた。2017年10月、JR東日本側から「技術的に設置困難」との回答があり、費用も当初予測より高額となることが明らかとなったことから、同年12月、岡田市長は新駅誘致を断念する考えを示した。長野県も了承し、2018年3月をもって各団体も誘致活動を終了する。
過去の鉄道路線
長野電鉄屋代線（2012年廃止）
市内には東屋代駅と雨宮駅があった。

### 路線バス
- 千曲市循環バス
- 千曲市乗合タクシー

### 道路
高速道路
東日本高速道路（NEXCO東日本）
E18 上信越自動車道
- - 屋代BS - 更埴JCT -

E19 長野自動車道
- - 姨捨SA - 更埴IC - 更埴JCT
  - 姨捨SAにはSICが併設されている。また上信越道に（仮称）屋代SICの計画がある（2023年〈令和5年〉9月8日に新規事業化となった）。参考資料　https://www.ktr.mlit.go.jp/kisha/kisha_00706.pdf

国道
- 国道18号
- 国道403号

県道
- 県道55号大町麻績インター千曲線
- 県道77号長野上田線
- 県道498号聖高原千曲線

### 橋
- 笄橋
- 万葉橋
- 大正橋
- 冠着橋
- 平和橋
- 千曲橋
- 粟佐橋
- 篠ノ井橋

## 郵便
| 集配郵便局   | 千曲郵便局、戸倉郵便局                                                                                               |
| 無集配郵便局 | 雨宮郵便局、稲荷山郵便局、上山田温泉郵便局、五加郵便局、更級郵便局、力石郵便局、森郵便局、屋代駅前郵便局、八幡郵便局 |
| 簡易郵便局   | 上山田南簡易郵便局、杭瀬下簡易郵便局、倉科簡易郵便局、黒彦団地簡易郵便局、新戸倉温泉簡易郵便局、寂蒔簡易郵便局       |

## 名所・旧跡・観光スポット
- 戸倉上山田温泉
- 笹屋ホテル

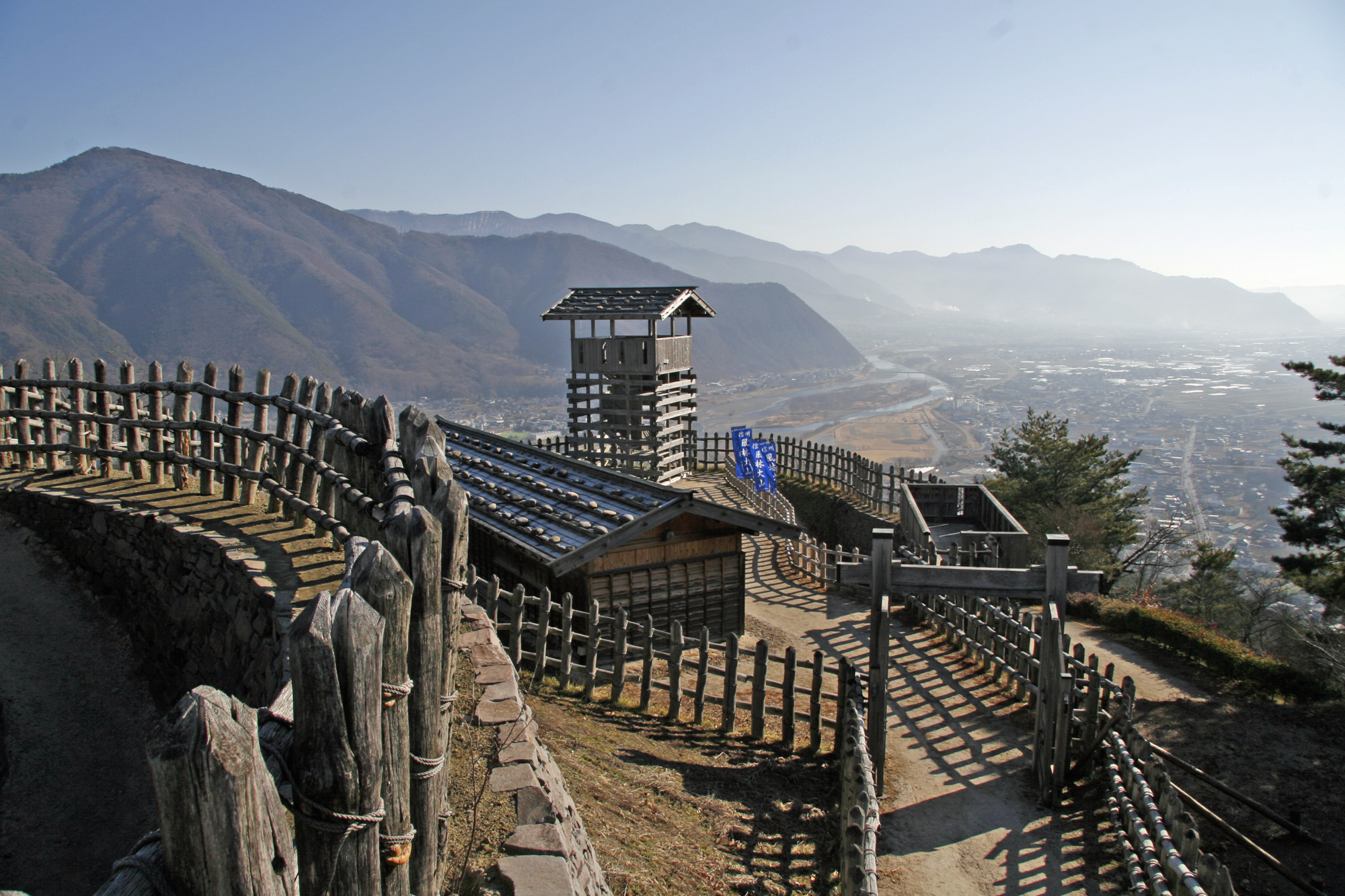
荒砥城

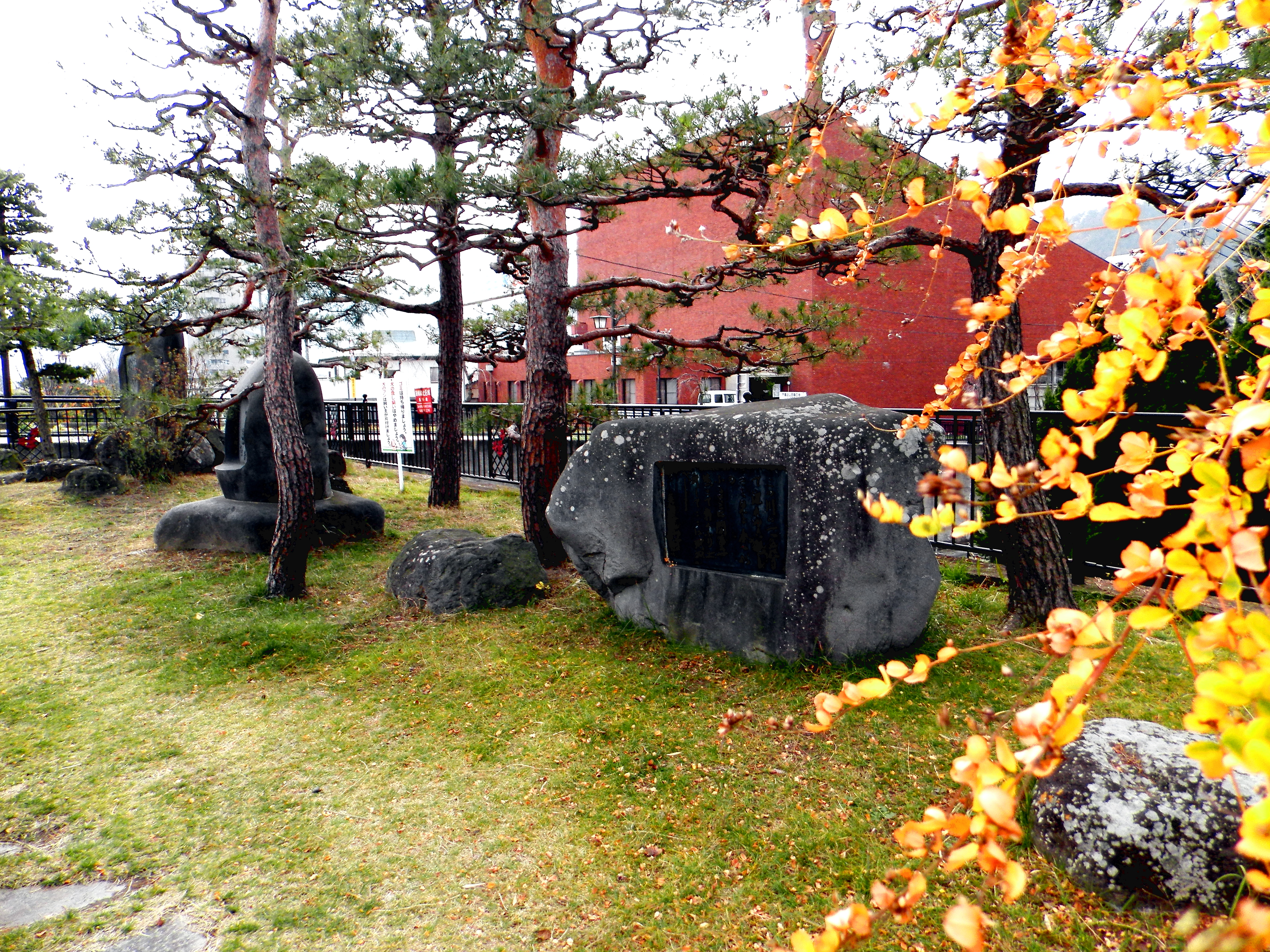
万葉橋西側の袂にある万葉公園

- 豊年虫（笹屋ホテル別館、国の登録有形文化財）
- 坂井銘醸酒蔵コレクション（主屋と蔵は国の登録有形文化財）坂井銘醸ギャラリー昭和蔵 · 坂井銘醸大正蔵 · 坂井銘醸明治蔵 · 坂井銘醸慶応蔵 · 坂井銘醸寛政蔵 · 坂井銘醸宝暦蔵
- 智識寺（十一面観音像は国の重要文化財）
- 見性寺庭園
- 善光寺大本願別院 - 荒砥城に隣接
- 聖山高原県立公園
- 千曲高原・大池自然の家
- 千曲高原・大池キャンプ場
- 姨捨の景観 （全国お月見ポイント第1位、国の名勝）
  - 冠着山
  - 千曲川展望公園
  - 姨捨孝子観音
    - さらしなの里展望館（孝子観音隣接の見晴らしの良い蕎麦屋さん）

  - 姨捨の棚田 （国の重要文化的景観（「姨捨の棚田」）、国の名勝（姨捨（田毎の月））、棚田百選、日本三大名月）
  - 姨捨駅 （日本三大車窓、訪れて見たい駅全国第2位）
  - 姨捨サービスエリア （夜景百選）
  - 長楽寺
- 武水別神社
  - 松田神官邸跡
- 佐良志奈神社
- 戸倉の崖観音 - 上山田入り口の崖下道路脇
- 岩船地蔵尊 - 黒彦入り口道路脇の崖上
- 水上布奈山神社
- 戸倉宿キティパーク
- 長泉寺　（本尊は文部省重要美術品指定）。元亀3年（1572年）作成と伝わる絵図には「長泉堂」として所載。
- 蛍橋跡　（元蛍の長野県天然記念物指定地跡）
- 稲荷山宿（稲荷山城廃城後善光寺街道最大の宿場町となる。「蔵の街」・ 重要伝統的建造物群保存地区）
- 桑原宿
- 長雲寺 （愛染明王像は国の重要文化財）
- 雨宮の渡し跡
- 入山城
- 荒砥城（城山史跡公園）
- 生仁城
- 鷲尾城（倉科将軍塚古墳）
- 屋代城
- 小坂城
- 龍王城
- 佐野山城
- 佐野不動滝 - 松尾芭蕉も訪れたと更級紀行にある。
- 佐野薬師堂 - 西行（撰集抄）も訪れたと伝説のある古刹。
- 曽根堂不動滝
- 霊諍山(郷土環境保全区域)
- 大雲寺
- 龍洞院庭園
- 山崎氏庭園
- あんずの里 （森地区）
  - あんずの里アグリパーク
  - あんずの里スケッチパーク
  - あんずの里物産館
  - あんずの里板画館
  - 大宮神社
  - 観龍寺
- 埴科古墳群（国の史跡、科野の里歴史公園）
  - 長野県立歴史館
  - 森将軍塚古墳館
  - 森将軍塚古墳（国の史跡「埴科古墳群」に包括）
- 更埴文化会館（あんずホール）
- 湯のさとちくま　白鳥園
  - 「無籍動物」　岡本太郎作
- 千曲川　万葉公園
  - 歌碑（音響装置併設）　「千曲川」山口洋子作詞　五木ひろし

## 祭事・催事
- あんずまつり – 森地区を中心に4月初旬の花見、6月下旬から7月上旬の果実の収穫時期に開催。
- 森将軍塚まつり - 1991年の第1回開催より毎年11月3日開催。
- 信州千曲市 千曲川納涼煙火大会
- 戸倉上山田温泉夏祭りと大煙火大会
- 信州さらしな おばすて観月祭.9月14日から中秋開催。
- 千曲どんしゃんまつり - （旧更埴市どんしゃんまつり）1979年の第1回市民祭開催より2010年まで毎年開催、以後休止中。
- 千曲夏祭り - 2011年、千曲どんしゃんまつりの休止を受け第1回開催。屋代駅前通り商店街で開催される夏祭り。
- 千曲市ふれあい広場 - 1984年の第1回更埴市ふれあい広場（教育問題研究会）開催より毎年開催。
- 荒砥城まつり - 1996年の第1回開催より毎年10月開催。
- 科野のムラお田植えまつり－森将軍塚古墳館の復元住居群周辺での田植え行事。
- 牛に引かれて善光寺参り ‐ 伝説上の出発地は小諸と長野市内からの２話があるが戸倉上山田温泉を宿泊・出発地として善光寺を目指す日本ウオーキング協会認定のウオーキングイベントが毎年５月に開催されている。
- 大池の百八灯 - （市の無形民俗文化財）徳川家天領だった大池地区（大英寺領）に伝わる送り盆の行事。初代真田藩主に嫁いだ徳川家康の養女小松姫を偲ぶ。信州新町竹房地区にも百八灯の盆行事が伝わるが疫病除けと言われる。
- 武水別神社の大頭祭（国の選択無形民俗文化財）12月中旬開催。
- 雨宮の御神事 – 国の重要無形民俗文化財。3年に1度(4月29日)の雨宮坐日吉神社の奇祭。橋から万作川に逆さに人を吊るして怨霊を鎮める。[15]
- 八幡とんとん - 毎年、八幡の武水別神社で行われる歴史ある仕掛け花火の大祭。
- 屋代ヨイヨイ（お花市）
- 稲荷山祇園祭
- 森の御柱祭（大宮神社春季大祭）
- 粟狭神社の御柱祭
- 水上布奈山神社の御柱祭
- 古大穴神社の御柱祭
- 智識寺春季例大祭
- 一重山不動尊縁日
- 須須岐水神社茅の輪くぐり
- 佐良志奈神社かたくりまつり
- ジャーマンアイリスまつり
- 情報館ふれあいフェスタ
- 千曲川地域ブランドフェア（千曲川マルシェ）
- さらしなの里縄文まつり－千曲市さらしなの里歴史資料館の復元住居群での古代体験イベント。10月開催。

## スポーツイベント
- おばすてマラソン大会 - 1972年、第1回大会開催（旧更埴市）より毎年開催。
- 千曲川駅伝競争大会 - 2001年、第1回大会開催より毎年開催。
- 千曲川ハーフマラソン - 2015年、第1回大会開催。
- 千曲川ロードレース大会 - 1980年、第1回大会開催（旧戸倉町）より毎年開催。
- ちびっこ選抜ハンドボール大会 - 2009年、第1回大会開催より毎年開催。
- 寿野球全国大会 - 1976年、第1回大会開催（旧上山田町）より毎年開催。

## スポーツチーム
- 信州ブレイブウォリアーズ（ジャパン・プロフェッショナル・バスケットボールリーグ）
- AC長野パルセイロ（Jリーグ）
- リベルタス千曲FC（長野県フットボールリーグ）

## 著名出身者
（五十音順）
- Aiji(アイジ) - ミュージシャン、LM.C及びPIERROTのギタリスト[16]
- 海野紀恵 - フリーアナウンサー、愛媛朝日テレビ・山梨放送の元アナウンサー[17]
- 太田信吾 - 映画監督、俳優、演出家
- 柿崎順一 - 芸術家、現代美術家、フラワーアーティスト、俳優[18]
- 近藤日出造 - 漫画家
- 酒井麻衣 - 映画監督、演出家、脚本家[19]
- 坂井良多 - お笑いタレント（鬼越トマホーク）
- 瀬在幸安 - 医学者、第10代日本大学総長
- 瀬在良夫 - 哲学者、第9代日本大学総長
- 豊田晴萌（wikidata） - NHKのアナウンサー[20][21]
- 西村進 - 園芸学者、育種学者、政治家[22]
- プチ鹿島 - お笑いタレント、コラムニスト
- 南澤道人 - 曹洞宗大本山永平寺第80世貫首
- 山中麗央 - サッカー選手[23]

## 参考画像

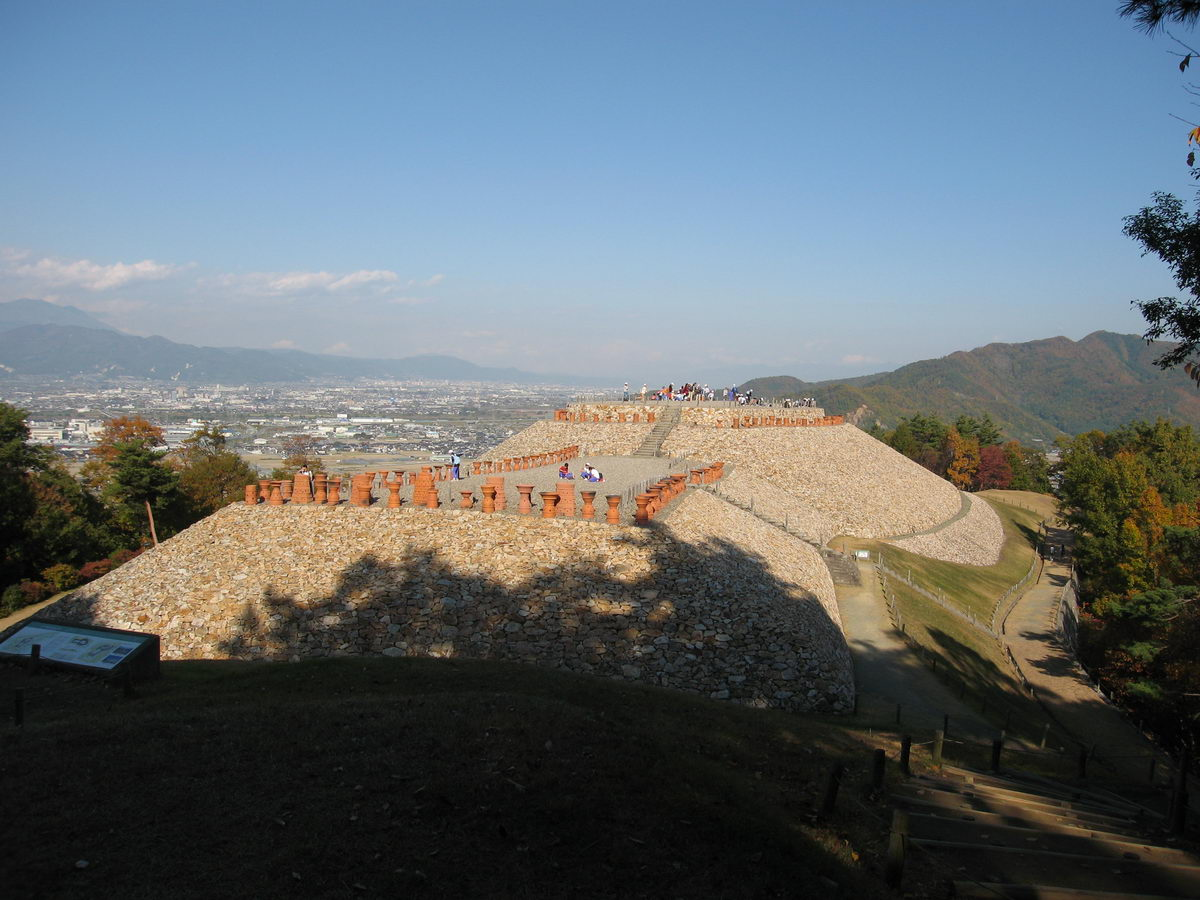
森将軍塚古墳
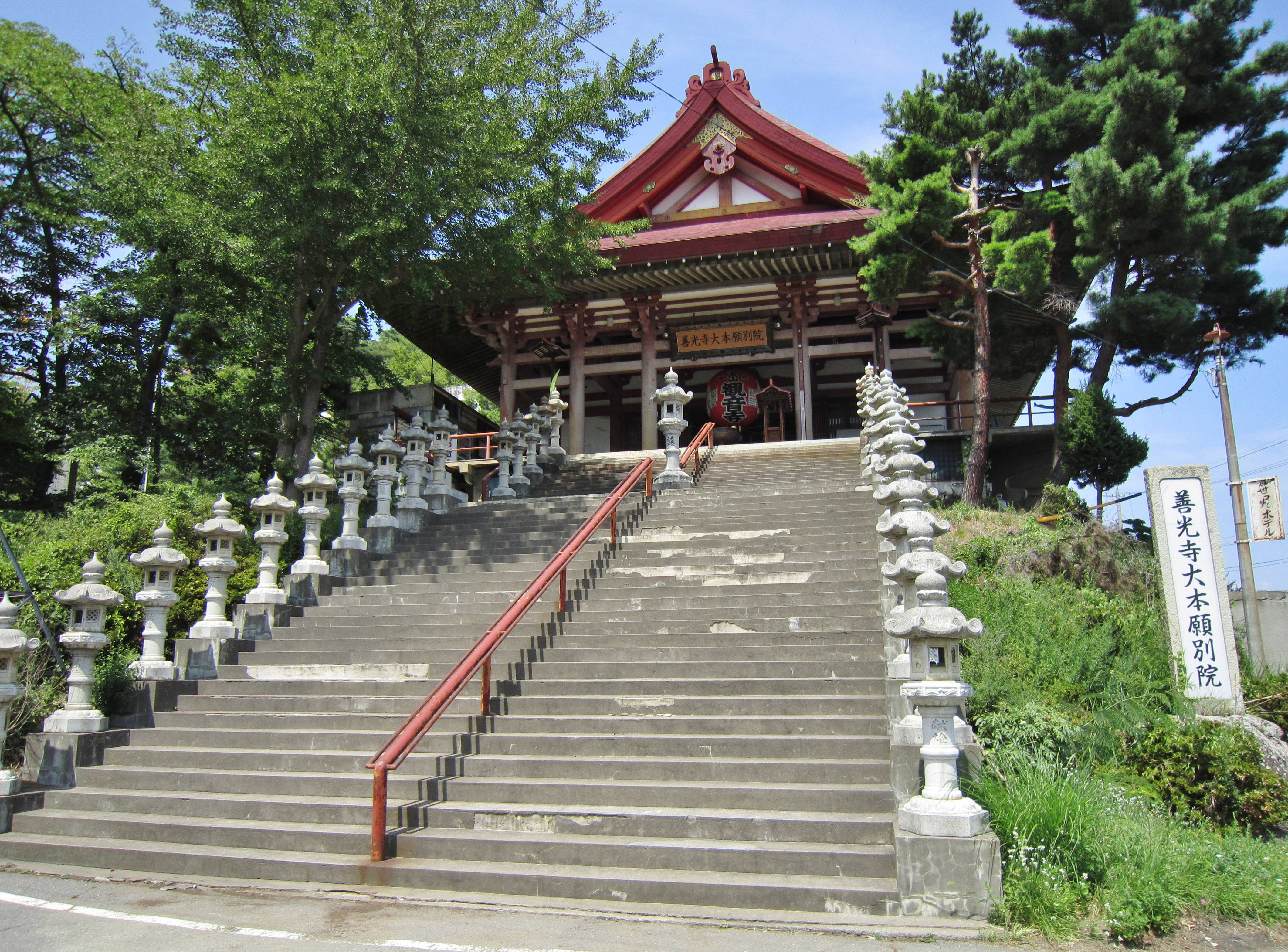
善光寺大本願別院
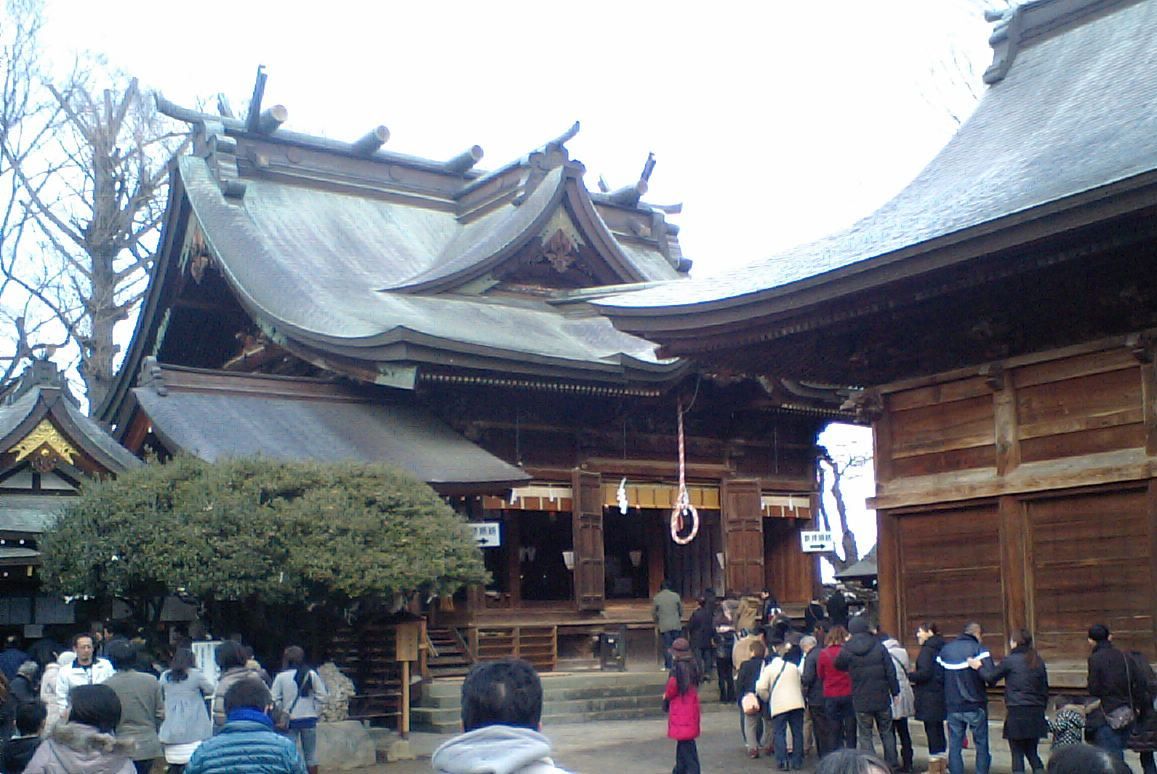
武水別神社
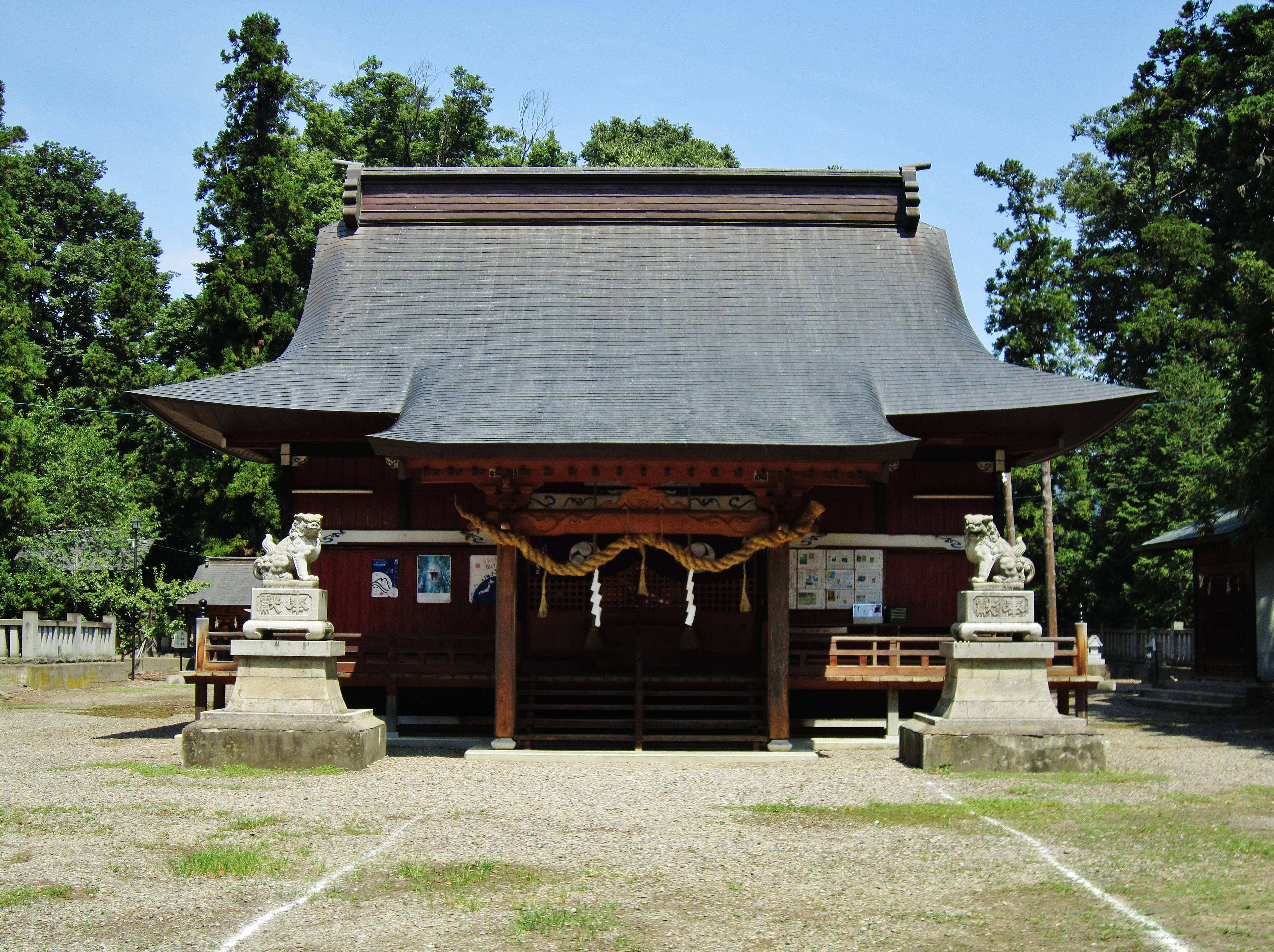
佐良志奈神社
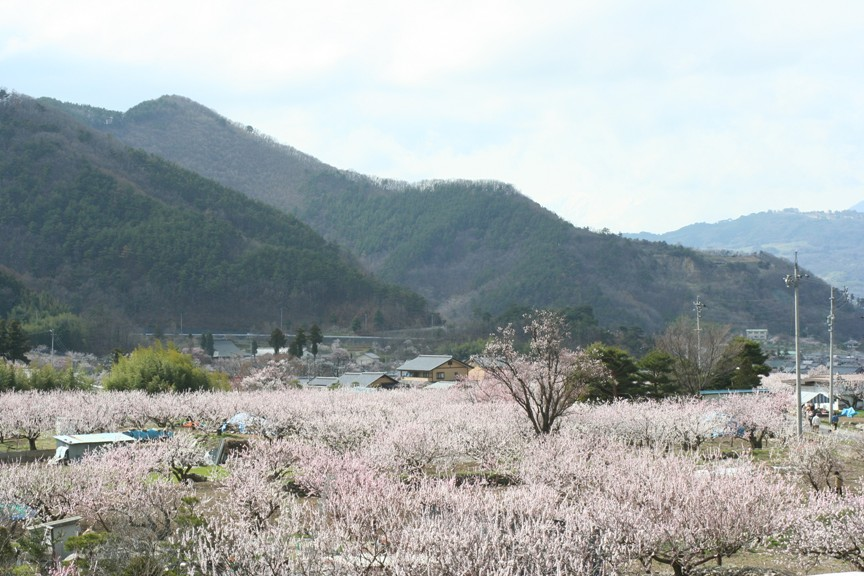
あんずの里